# قطعنامه ۲۲ شورای امنیت
قطعنامه ۲۲ شورای امنیت سازمان ملل متحد که در تاریخ ۹ آوریل ۱۹۴۷ تصویب شد، سندی بین‌المللی دربارهٔ رخدادهای تنگه کورفو است. این قطعنامه طی نشست ۱۲۷ام با ۸ رای موافق، ۰ مخالف و ۲ ممتنع تصویب شد.